# Paul Bernardo
Paul Jason Teale (también conocido como Paul Bernardo o Ken) (n. 27 de agosto de 1964 en Scarborough, Ontario, Canadá) es un violador y asesino en serie convicto de nacionalidad canadiense, conocido por los crímenes que cometió junto con su esposa Karla Homolka. Delitos por los cuales, purga una condena de cadena perpetua.

## Paul Bernardo
Paul Jason Teale nació el 27 de agosto de 1964 en Scarborough, Ontario, Canadá, hijo de Marilyn, una mujer quien había sido adoptada por un abogado de la ciudad de Toronto, Gerald Eastman y su esposa Elizabeth. Marilyn vivió una infancia feliz en una familia sana. Por su parte, el padre de Paul, Kenneth, fue el hijo de una mujer inglesa y de un inmigrante italiano; su vida no fue tan dichosa como la de su mujer.
Desde adolescente, Paul siempre fue un joven guapo y apuesto, rubio, alto y de buen porte, era el hombre que "derretía" a las mujeres. Absolutamente nada podía hacer parecer al joven Paul como un enfermo retorcido que disfrutaba del dolor de otros. Así, Paul seguiría sus estudios y para 1987 ya era contable.

## Paul conoce a Karla Homolka
En el mes de octubre del año 1987, cuando Paul contaba con 23 años de edad, conoció a una joven también canadiense, pero a diferencia de él, ella era de padres checoslovacos refugiados. Esta joven se llamaba Karla Homolka, y tenía 17 años de edad. La chica había sido un modelo a seguir en la Sir Winston Churchill School en donde incluso se asoció a una sociedad secreta de mujeres, "El club del diamante", que preparaba a las mujeres para conseguir maridos ricos.
Tras conocerla, Paul, muy astuto y con sus encantos de guapo y seductor, logró que la adolescente Karla cayera rendida a sus pies, luego de regalos, cenas con velas y encantos de diferente índole. También Paul le había regalado a Karla un anillo, el cual ella lucía con un gran orgullo y no paraba de mostrárselo a quien fuese. Finalmente, se casaron en una ceremonia repleta de lo mejor, champán y las mejores comidas se sirvieron en la boda, además, llegaron al lugar de la ceremonia en un hermoso carruaje y pasaron su luna de miel en Hawái. Nada parecía fuera de lugar; como luego comentarían varios, eran la "pareja perfecta".
Pero Paul y Karla 'Teale' empezarían a tener sus problemas, debido al fortísimo y sádico temperamento de Paul y las agresiones físicas que efectuaba últimamente contra Karla. Así fue como un día de enero de 1993, Karla llamaría a la policía, denunciando que Paul la había agredido. Una vez que la policía llegó allí, encontró (según declaraciones de los detectives), a Karla muy asustada y con un terrible pánico hacia Paul, a quien era totalmente sumisa y a quien temía increíblemente. Entonces, fue cuando Karla, para terrible sorpresa policial, confesó absolutamente todo y todos los crímenes que había cometido junto a su marido desde 1991 y las violaciones que su marido venía cometiendo desde hacía muchos años. Ese fue el principio del fin de la carrera criminal de Paul Bernardo, ya que la policía, con esta confesión, ya tenía el permiso para realizar un registro y examinar la casa, donde empezaron a encontrar cosas realmente horribles y propias de gente muy pervertida.

## Crímenes de los 'Teale'

### El violador de Scarborough
Bernardo cometió múltiples agresiones sexuales, escalando en violencia, en y alrededor de Scarborough, Ontario. La mayoría de las agresiones fueron perpetradas contra mujeres jóvenes a quienes él había acechado después de que ellas habían bajado de sus respectivos autobuses tarde por la noche.
- 4 de mayo de 1987, Bernardo cometió su primera violación en Scarborough: una mujer de 21 años, en frente de la casa de los padres de ella, después de seguirla hasta su hogar. El ataque duró más de media hora. Como curiosidad, era el día del 17 cumpleaños de Karla Homolka.
- 14 de mayo de 1987, Bernardo cometió su segunda violación. Atacó a una mujer de 19 años en el patio trasero de la casa de los padres de ella. Esta violación duró más de una hora.
- 27 de julio de 1987, Bernardo intentó cometer su tercera violación. A pesar de que golpeó a la joven mujer, abandonó el ataque después de que ella se defendiese.
- 16 de diciembre de 1987, Bernardo cometió su tercera violación: una adolescente de 15 años. Esta violación duró cerca de una hora. Al día siguiente, El Servicio de Policía de Toronto emitió una advertencia para las mujeres en Scarborough que viajaban solas durante la noche, especialmente aquellas que tomaban el autobús.
- 23 de diciembre de 1987, Bernardo cometió su cuarta violación. Durante este ataque, Bernardo violó a la joven de 17 años con un cuchillo que usaba para amenazar a sus víctimas. Fue esta violación la que engendró el término 'Violador de Scarborough'.
- 18 de abril de 1988, Bernardo atacó a una joven de 17 años. Esta quinta violación duró 45 minutos.
- 25 de mayo de 1988, Bernardo fue casi atrapado por un investigador uniformado de la Metro Toronto mientras acechaba en una parada de autobús. El investigador lo vio escondiéndose bajo un árbol y lo persiguió a pie, pero Bernardo escapó.
- 30 de mayo de 1988, Bernardo cometió su sexta violación, esta vez en Clarkson, cerca de 25 millas al suroeste de Scarborough. Este ataque, contra una joven de 18 años, duró 30 minutos.

### Asesinatos
El día en que Paul Bernardo y Karla Homolka fueron arrestados, la policía encontró seis vídeos en la casa de los 'Teale', también conocidos como 'Barbie y Ken', en los que se veía como dos jóvenes habían sido torturadas y violadas brutalmente por Paul y Karla.
En la Navidad de 1990, Paul, con la ayuda de su novia Karla, sedó y violó a Tammy Homolka de 15 años (hermana de Karla), con el consentimiento de esta, en su propia casa. Luego de violarla, Paul asfixiaría a Tammy con una almohada, quien a su vez se ahogaría en su vómito provocado por los fármacos.
El 15 de junio de 1991, Paul mataría otra vez, esta vez a Leslie Mahaffy de 14 años de edad, a quien secuestró y violó ese mismo día. Luego la asesinaría y descuartizaría su cuerpo, para tirar los restos en el lago Gibson cerca de St. Catharines, Ontario.
El 16 de abril de 1992, con la ayuda de su esposa Karla, Paul secuestraría a Kristen French, de 15 años de edad. Luego, la expondría a tres días de calvario en los que fue violada y torturada, hasta que encontró la muerte por tanto maltrato. Su cuerpo fue hallado en un camino vecinal, dos semanas después de desaparecer camino a su escuela.
Además de los cargos de asesinato, Paul fue acusado de más de 40 agresiones sexuales.

## Juicio y condena de los 'Teale'
Paul Bernardo fue juzgado por las muertes de Mahaffy y French en el año 1995 y el juicio incluyó declaraciones de la propia Karla en su contra y muestras de los videos en los que Paul violaba a las víctimas. El juicio fue totalmente privado, debido al miedo de la publicación de los vídeos por parte de la prensa y se trasladó desde Toronto hacia St. Catharines, donde ocurrieron los crímenes. Las declaraciones de Bernardo fueron distintas en todo momento: dijo desde que las muertes habían sido 'accidentales' hasta que Karla era la propia asesina. El 1 de septiembre de 1995, Canadá cerraría una oscura página en su historia, condenando a Paul Kenneth Bernardo a cadena perpetua. Luego, Bernardo sería declarado 'Peligroso Violador', algo que en la ley canadiense equivale a que el condenado no sea liberado nunca por ese peligro.
Desde su condena, Paul Bernardo está tras las rejas en la Penitenciaria de Kingston en Kingston, Ontario, bajo confinamiento solitario, para protegerlo de los demás convictos, ya que según los códigos carcelarios, un criminal como Bernardo nunca sería bien recibido en las celdas comunitarias.
Por su parte, Karla Homolka recibió una sentencia reducida a cambio de su declaración completa contra su exmarido. Fue condenada a 12 años de prisión, una medida que fue muy criticada por los canadienses.

### El caso Bain
Bernardo es sospechoso de una muerte más, ocurrida en junio de 1990 cuya víctima sería Elizabeth Bain. Robert Baltovich fue condenado por la muerte de Bain pero fue absuelto en el año 2000.
En el año 2004, una investigación mostró a Bernardo como posible asesino de Elizabeth Bain, ya que él fue visto con ella el mismo día de su desaparición. Paul Bernardo niega haberla conocido.

### Karla Homolka sale de prisión
El 4 de julio de 2005 Karla Homolka salió de la cárcel. Varios días antes Bernardo fue entrevistado por la policía y por su abogado, Tony Bryant. Según Bryant, Bernardo declaró que él siempre había estado dispuesto a liberar a las chicas y que Karla se había negado. Sin embargo, Mahaffy fue asesinada al ver el rostro de Bernardo después de que se le desprendiera el vendaje que cubría sus ojos. Homolka hizo referencia a que Paul la mató ya que Mahaffy, al reconocer a Paul, los delataría ante la policía. Bernardo también declaró que Karla asesinó a Mahaffy, inyectándole una burbuja de aire con una jeringa en su torrente sanguíneo, provocándole una embolia.

## Libros y películas
Muchos libros han sido escritos basándose en los crímenes de los 'Teale', y en octubre de 2005, una película referente a este caso se estrenó, titulada "Karla", con Misha Collins como Bernardo y Laura Prepon como Homolka.
El Dr. Stone del programa Índice de maldad calificó en el nivel 22 a esta pareja asesina, que es la escala más alta, para torturadores y asesinos psicopátas, en quienes la tortura es su principal motivación. Homicidas sádicos sexuales.
El programa Parejas Asesinas Investigation Discovery, dedicó un episodio a la pareja.
La miniserie documental "Murder Made me Famous" (2018) también dedicó un episodio a la pareja, "Ken and Barbie Killers", en el quinto capítulo de sexta temporada, dirigido por Elliott Gilbert.

## Personalidad
La personalidad de Bernardo es sorprendente, una gran muestra de la doble cara humana en la que por un lado se muestra a un joven canadiense guapo y con un futuro prometedor y que por otro lado no es más que un sádico sexual y asesino.